# Tuggensele
Tuggensele är ett naturreservat i Lycksele kommun i Västerbottens län.
Området är naturskyddat sedan 1944 och är 56 hektar stort. Reservatet består av urskogsartad barrblandskog med inslag av myrmark.